# Wilhelm von Speyr
Pour les articles homonymes, voir Von Speyr.
Wilhelm von Speyr est un psychiatre suisse, né le 19 septembre 1852 à Bâle et mort le 29 août 1939 dans la même ville.
Il est directeur de l'hôpital psychiatrique de Berne, La Waldau, de 1890 à 1933.

## Biographie
Wilhelm von Speyr naît le 19 septembre 1852 à Bâle, dans un milieu privilégié. Il fait partie d'une fratrie de huit enfants. Sa mère meurt alors qu'il a 8 ou 9 ans. Son père se remarie et a deux autres enfants, dont une fille nommée Johanna. Pour sa part, Wilhelm von Speyr ne s'est jamais marié et n'a jamais eu d'enfant. 
Von Speyr étudie la médecine à l'Université de Bâle. De 1876 à 1878, il travaille comme médecin assistant auprès de Ludwig Wille dans la section où sont soignés les malades mentaux du Bürgerspital de Bâle. De 1881 à début 1882, il exerce la même fonction au Burghölzli (l'hôpital psychiatrique du canton de Zurich) sous la direction d'Auguste Forel. Il s'y lie d'amitié avec Eugen Bleuler, avec qui il conservera toute sa vie des liens amicaux et professionnels. 
Il publie en 1882 sa thèse intitulée Die alkoholischen Geisteskrankheiten im Basler Irrenhaus 1876-1878.
En avril 1882, il est nommé médecin en second à l'hôpital de La Waldau. À la suite de la démission du directeur Rudolf Schärer pour maladie, il en est nommé directeur par le Conseil-exécutif du canton de Berne en 1890. En 1891, il est en outre nommé professeur de psychiatrie à l'Université de Berne.
Il occupe ces deux fonctions jusqu'à sa retraite en mars 1933. Durant toute la période où il est directeur de l'hôpital, il habite sur place et, pendant de nombreuses années, fait ménage commun avec sa demi-sœur Johanna. À sa retraite, les deux retournent vivre à Bâle.

## Direction de la Waldau
À sa prise de fonction en 1890, Wilhelm von Speyr interdit officiellement l'usage de la force à l'encontre des malades. 
Durant son mandat, la Waldau s'est considérablement agrandie (les institutions de Münsingen et de Bellelay ont été ouvertes en même temps). L'utilisation de moyens physiques de contention a encore été réduite et l'abstinence d'alcool a été introduite. Il lisait méticuleusement toute la correspondance des patients.

## Responsabilité pénale diminuée
Wilhem von Speyr est membre de l'association suisse des médecins aliénistes et contribue à leurs travaux. En 1893, cette association tient sa onzième assemblée à Coire et consacre l'entier de la séance à la question de la responsabilité pénale en cas de maladie mentale. Wilhelm von Speyr y présente ses propositions en faveur de la reconnaissance d'une responsabilité pénale diminuée dans certains cas de maladie mentale. 
À l'époque où se tient cette assemblée, il n'existe pas encore de code pénal suisse mais seulement des codes pénaux cantonaux disparates, dont la majorité ne prévoit encore disposition particulière en ce qui concerne une responsabilité pénale diminuée en cas de maladie mentale. Un juge peut décider qu'un accusé n'a aucune responsabilité pénale, ce qui implique qu'il soit absous de toute peine. Ce que Speyr propose est que dans les cas où ne absence de responsabilité pénale ou une responsabilité pénale diminuée de l'accusé est mise en évidence, le transfert dans un asile d'aliénés puisse être ordonné par le juge tant que l'individu pose un problème de dangerosité.
En particulier, il propose quatre paragraphes à la discussion, qui sont acceptés par les autres membres de l'association: 
1. « Quiconque était atteint de maladie mentale, de démence ou était inconscient au moment des faits n'est pas passible de poursuites pénales.
2. Si la santé mentale ou la conscience de l'auteur était seulement altérée, ou si l'auteur souffrait d'un développement mental insuffisant, la peine doit être atténuée ou totalement exclue.
3. Si la sécurité publique exige l'internement de la personne reconnue irresponsable ou partiellement irresponsable dans un établissement, le tribunal ordonne cet internement pour la durée nécessaire à la sécurité publique.
4. Si l'admission [en asile d'aliénés] de la personne reconnue irresponsable ou partiellement responsable est médicalement nécessaire, le tribunal l'ordonne pour la durée requise par son état.[7]»

L'association suisse des médecins aliénistes envoie au Conseil fédéral les propositions de Wilhelm von Speyr, comprises dans le compte-rendu de son assemblée. L'association leur envoie également une résolution votée lors de cette assemblée et demandant notamment qu'un code pénal suisse unifié soit créée, nécessaire "d'un point de vue psychiatrique". Ce lobbying est suivi d'effets : le projet de code pénal fédéral de 1908 reprend quasiment au mot près les propositions une et deux de Speyr à l'article 14, tandis qu'une partie des idées de Speyr dans ses deux propositions suivantes sont présentes dans son article 16. L'article 16 prévoit un internement pour cause de sécurité publique des personnes reconnues pénalement irresponsables ou partiellement responsables, ainsi que l'internement de telles personnes lorsque «le bien publique » (das gemeine Wohl) serait compromis.